# علم البيئة الحضري
علم البيئة الحضرية

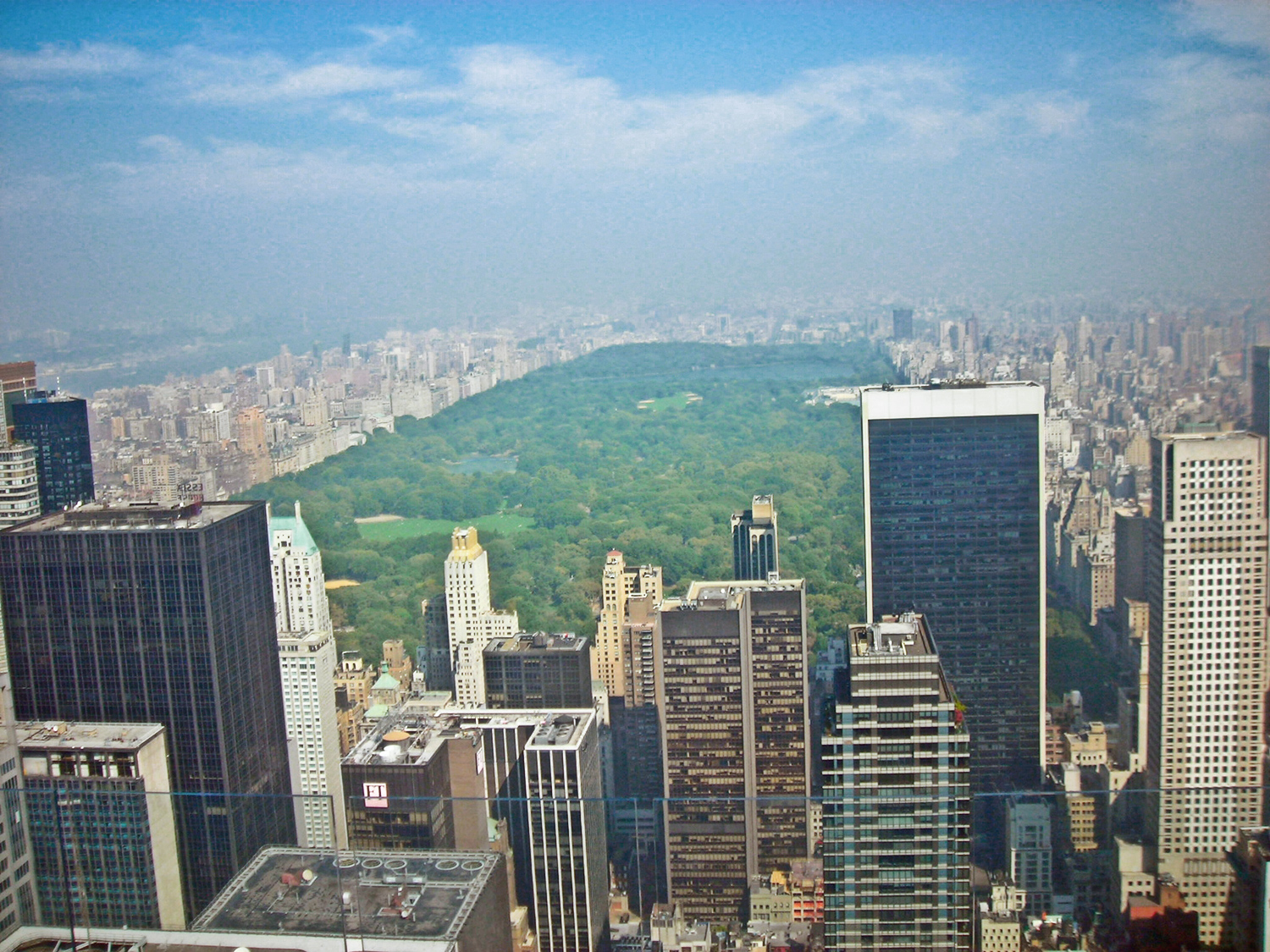
تُمثّل سنترال بارك في مدينة نيويورك جزءًا من نظام بيئي ضمن بيئة حضريَّة.

علم البيئة الحضرية، وهي الدراسة العلمية لعلاقة الكائنات الحية مع بعضها البعض ومع محيطها في مجال المنطقة الحضرية. تُشير المنطقة الحضرية إلى البيئات التي تهيمن عليها المباني السكنية والتجارية عالية الكثافة السكانية، والأسطح غير النفاذة، وغيرها من العوامل المتعلقة بالمناطق الحضرية والتي تخلق منظراً طبيعياً فريداً يختلف عن معظم البيئات التي سبق دراستها في مجال علم البيئة.
يُعتبر علم البيئة الحضرية مجال دراسة حديث مُقارنةً بعلوم البيئة ككل. تتشابه طرق ودراسات علم البيئة الحضرية وتتضمن جزءاً فرعياً من علم البيئة. تحمل دراسة علم البيئة الحضرية أهمية متزايدة لأن أكثر من 50% من سكان العالم يعيشون اليوم في مناطق حضرية. وفي الوقت نفسه، تشير التقديرات أنه خلال الأربعين عاماً القادمة، سيعيش ثلثا سكان العالم في مراكز حضرية آخذة في التوسع.
تتشابه العمليات البيئية في المنطقة الحضرية مع تلك الحاصلة خارجها. ومع ذلك، فإن أنواع الموائل الحضرية والكائنات التي تعيش فيها موثقة بشكل سيئ. غالباً ما تكون تفسيرات الظواهر التي تُفحص في المناطق الحضرية وكذلك التنبؤ بالتغيرات الحاصلة نتيجةً للتحضر، هو مركز اهتمام البحث العلمي.

## لمحة تاريخية
ركز علم البيئة عبر التاريخ على البيئات الطبيعية «البكر». ولكن بحلول سبعينيات القرن العشرين، بدأ العديد من علماء البيئة بتحويل اهتمامهم نحو التفاعلات البيئية التي تحدث في البيئات الحضرية المُسببة لها.
يُعتبر كتاب جان ماري بيلت الذي نُشر في عام 1977 بعنوان «إعادة توطين الإنسان» ومنشورات براين ديفيز لعام 1978: «التحضر وتنوع الحشرات» ومقال سوكوب الذي كتبه في عام 1979 (التربة والغطاء النباتي والأراضي الزراعية البور في برلين»، من المنشورات الأولى التي اعترفت بأهمية علم البيئة الحضرية كعلم منفصل ومستقل عن علم البيئة، بنفس الطريقة التي يمكن أن تُرى فيها بيئة المناظر الطبيعية على أنها مختلفة عن علم البيئة التجمعي.
ميز كتاب فورمان وجونز «بيئة المناظر الطبيعية» (1986) المناطق الحضرية ومناظرها الطبيعية عن غيرها من المناظر الطبيعية، وذلك عن طريق تقسيم جميع المناظر الطبيعية إلى خمسة أنواع شاملة. إذ قُسمت هذه الأنواع من خلال شدة التأثير البشري الذي يتراوح من البيئات الطبيعية البكر إلى المناطق الحضرية.
يُعترف بعلم البيئة الحضرية كمفهوم متنوع ومعقد يختلف في التطبيق بين أمريكا الشمالية وأوروبا. إذ يدرس المفهوم الأوروبي للبيئة الحضرية الكائنات الحية الموجودة في المناطق الحضرية، بينما درس مفهوم أمريكا الشمالية العلوم الاجتماعية للمعالم الحضرية بشكل تقليدي، بالإضافة إلى تدفقات النظام البيئي وعملياته.

## الأساليب المُستخدمة
بما أن علم البيئة الحضرية هو فرع من فروع علم البيئة، فالعديد من التقنيات المتبعة فيه تماثل تلك المستخدمة في علم البيئة. طُورت تقنيات الدراسة البيئية على مدار قرون، ولكن العديد من هذه التقنيات المستخدمة في علم البيئة الحضرية قد طُورت مؤخراً.
تشتمل الأساليب المستخدمة في دراسة علم البيئة الحضرية على تقنيات كيميائية وبيوكيميائية وتسجيل درجات الحرارة والاستشعار عن بعد لرسم الخرائط الحرارية ومواقع الأبحاث البيئية طويلة الأمد.

### التقنية الكيميائية والبيوكيميائية
يمكن استخدام التقنيات الكيميائية لتحديد تراكيز الملوثات وتأثيراتها. قد تكون الاختبارات بسيطة مثل غمس شريط اختبار مُصنع، مثل اختبار درجة الحموضة، أو تكون أكثر تعقيداً، كما هو الحال في فحص التباين المكاني والزمني للتلوث بالمعادن الثقيلة السامة الناتج عن الجريان السطحي للمياه الصناعية. في تلك الدراسة تحديداً، كانت أكباد الطيور في مناطق كثيرة من بحر الشمال منتهية واستُخرج منها الزئبق أيضاً. بالإضافة إلى ذلك، استُخرج الزئبق العالق على الريش من كل من الطيور الحية وعينات المتاحف لاختبار مستويات الزئبق خلال عقود عديدة.
من خلال هذين القياسين المختلفين، تمكن الباحثون من تكوين صورة معقدة لانتشار الزئبق الناتج عن الجريان السطحي للمياه الصناعية من الناحيتين المكانية والزمانية.
تشمل التقنيات الكيميائية الأخرى اختبارات النترات والفوسفات والكبريتات وغيرها، والتي ترتبط عادةً بالملوثات الحضرية مثل الأسمدة والمنتجات الثانوية الصناعية. تُدرس هذه التدفقات البيوكيميائية في الغلاف الجوي (مثل الغازات الدفيئة)، والنظم البيئية المائية والغطاء النباتي للتربة. إذ يمكن رؤية آثار واسعة النطاق لهذه التدفقات البيوكيميائية في جوانب مختلفة للنظم البيئية الحضرية والمناطق الريفية المحيطة بها.

### بيانات درجات الحرارة ورسم الخرائط الحرارية
يمكن استخدام بيانات درجات الحرارة في مختلف أنواع الدراسات. يتمثل أحد الجوانب المهمة لهذه البيانات في القدرة على ربط درجة الحرارة بالعوامل المختلفة التي قد تؤثر على البيئة أو تحدث فيها. غالباً ما تُجمع بيانات درجة الحرارة على المدى الطويل من قبل مكتب أبحاث المحيطات والغلاف الجوي (OAR)، ويتيحها للمجتمع العلمي من خلال الإدارة الوطنية للمحيطات والغلاف الجوي (NOAA).
يمكن تَراكُب البيانات بخرائط التضاريس والميزات الحضرية والمناطق المكانية الأخرى لإنشاء الخرائط الحرارية، التي تُستخدم لعرض الاتجاهات والتوزع عبر الزمان والمكان.

### الاستشعار عن بعد

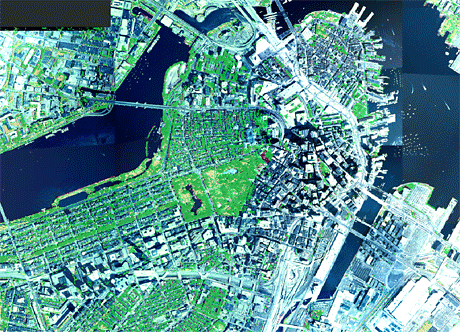
يسمح الاستشعار عن بعد بجمع البيانات باستخدام الأقمار الصناعيّة. تُظهر هذه الخريطة توزع الغطاء النباتي في مدينة بوسطن الأمريكية.

الاستشعار عن بعد، هو التقنية التي تُجمع فيها البيانات من مواقع بعيدة من خلال استخدام صور الأقمار الصناعية والرادار والصور الجوية. في علم البيئة الحضرية، يُستخدم الاستشعار عن بعد لجمع البيانات المتعلقة بالتضاريس وأنماط الطقس والنور والغطاء النباتي.
يُعتبر اكتشاف إنتاجية منطقة ما عن طريق قياس الأطوال الموجية للضوء المنبعث، أحد تطبيقات الاستشعار عن بعد للبيئة الحضرية. يمكن أيضاً استخدام الأقمار الصناعية لاكتشاف الاختلافات في درجات الحرارة، وتنوع المناظر الطبيعية لاكتشاف آثار التحضر.

## الآثار الحضرية على البيئة
يُعتبر البشر القوة الدافعة وراء علم البيئة الحضرية، بل ويأثرون على البيئة بطرق متنوعة، مثل تغيير سطح اليابسة والمجاري المائية، وإدخال الأنواع الغريبة وتغيير الدورات البيوكيميائية. بعض هذه الآثار أكثر وضوحاً من غيرها، مثل عكس تدفق نهر شيكاغو لاستيعاب مستويات التلوث المتزايدة والتبادل التجاري الحاصل على النهر.

### تغيير الأراضي والمجاري المائية
يفرض البشر طلباً كبيراً على الأرض، ليس فقط لبناء مناطق حضرية، بل أيضاً لبناء ضواحي المدن المحيطة للسكن. تُخصص الأراضي للزراعية أيضاً من أجل الحفاظ على التزايد السكاني الحاصل في المدن. تتطلب المدن الآخذة في التوسع وضواحيها إزالة الغابات في المقابل، لتلبية متطلبات استخدام الأراضي وتأمين الموارد اللازمين للتحضر. ومن الأمثلة الرئيسية على ذلك إزالة الغابات في الولايات المتحدة والبرازيل.
إلى جانب تعديل الأرض لتناسب الاحتياجات البشرية، تُعدل أيضاً موارد المياه الطبيعية مثل الأنهار والجداول في المنشآت الحضرية. يمكن أن يكون التعديل في صورة سدود وقنوات اصطناعية أو حتى عكس تدفق الأنهار. يُعتبر عكس تدفق نهر شيكاغو مثالاً رئيسياً على التعديل البيئي الحضري. غالباً ما تجرّ المناطق الحضرية الموجودة في البيئات الصحراوية الطبيعية المياه من مناطق بعيدة من أجل الحفاظ على التعداد السكاني، وهو الأمر الذي له تأثيرات على المناخ الصحراوي المحلي. يؤدي تعدل النظم المائية في المناطق الحضرية إلى انخفاض تنوع المجاري المائية وزيادة التلوث.

## الآثار الحضرية على المناخ
بعض الأمثلة على الآثار الحضرية على المناخ هي جزيرة الحرارة الحضرية وتأثير الواحات والغازات الدفيئة والأمطار الحامضية. يثير هذا الأمر مزيداً من النقاش حول ما إذا كان ينبغي اعتبار المناطق الحضرية مناطق أحيائية فريدة من نوعها.
على الرغم من الأنماط المنتشرة بين جميع المناطق الحضرية، فقد تمتلك البيئة المحلية المحيطة تأثيرات شديدة على المناخ. أحد الأمثلة على الاختلافات الإقليمية يمكن ملاحظته من خلال جزيرة الحرارة الحضرية وتأثير الواحات.